# Montorio al Vomano
Montorio al Vomano – miejscowość i gmina we Włoszech, w regionie Abruzja, w prowincji Teramo.

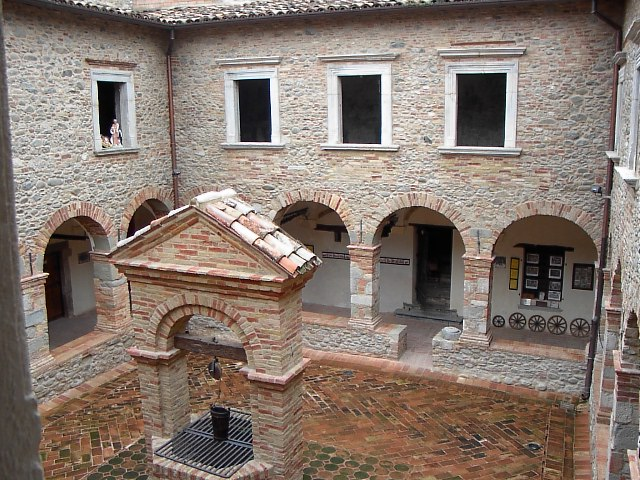

Według danych na rok 2004 gminę zamieszkiwały 8032 osoby, 151,5 os./km².

## Współpraca
- Aprilia, Włochy